# Fobello
Fobello (piemontesisch Fobél oder Fobeli) ist eine italienische Gemeinde in der Provinz Vercelli (VC), Region Piemont. 

## Lage und Einwohner
Der Ort liegt knapp 90 km nordöstlich von der Provinzhauptstadt Vercelli entfernt in der Valsesia auf einer durchschnittlichen Höhe von 873 m ü. M. über dem Meeresspiegel. Das Gemeindegebiet, welches eine Fläche von 29,32 km² umfasst, erstreckt sich von circa 800 bis auf 1576 m ü. M und hat 183 Einwohner (Stand 31. Dezember 2023) mit dem (Ortsteil Baghera) und Alpe di Baranca. Die Nachbargemeinden sind Alto Sermenza, Bannio Anzino, Carcoforo, Cervatto, Cravagliana, Rimella und Rossa.
Die Gemeinde ist Träger der Bandiera Arancione des TCI.

## Geschichte
Der Ursprung des Ortes geht auf die erste Hälfte des 14. Jahrhunderts zurück, als die in diesem Gebiet lebenden Schäfer sesshaft wurden. Einer alten Legende nach stammt der Name Fobello, im örtlichen Dialekt Fubell oder auch Fo Bel, von den mächtigen Buchen (italienisch: faggio), die man in dieser Gegend findet. Die gesamte Region wurde im Mittelalter von Walsern besiedelt, die ihre Spuren im örtlichen Dialekt und durch typische Bauten hinterlassen haben.

## Sehenswürdigkeiten
In dem Ort finden sich einige Häuser aus dem 17. und 18. Jahrhundert mit reich bemalten Fassaden. Ferner interessant ist die Pfarrkirche San Giuseppe und die Kapelle San Bernardo.

## Söhne und Töchter des Ortes
Fobello ist der Geburtsort von Vincenzo Lancia (1881–1937), einem der Gründer des Automobilunternehmens Lancia.